# Paccha (Azuay)
Paccha ist eine Ortschaft und eine Parroquia rural („ländliches Kirchspiel“) im Kanton Cuenca der ecuadorianischen Provinz Azuay. Die Parroquia besitzt eine Fläche von 25,71 km². Die Einwohnerzahl lag im Jahr 2010 bei 6467. Der Ort geht auf die spanische Gründung "San Francisco de Paccha" vom 12. Mai 1582 zurück.

## Lage
Die Parroquia Paccha liegt in den Anden am östlichen Rand des Ballungsraumes von Cuenca. Im Osten reicht das Areal bis zum Río Jadan. Im Südosten wird das Gebiet vom Río Quingeo begrenzt. Im Verwaltungsgebiet erhebt sich der 3083 m hohe Guagualzhumi. Entlang der nordwestlichen Verwaltungsgrenze verläuft die Fernstraße E35 (Cuenca–Azogues). Das 2580 m hoch gelegene Verwaltungszentrum Paccha befindet sich 7,5 km östlich vom Stadtzentrum von Cuenca.
Die Parroquia Paccha grenzt im Osten an die Parroquias Jadán und Zhidmad (beide im Kanton Gualaceo), im Südosten an die Parroquia Santa Ana, im Süden an die Parroquia El Valle, im Südwesten an die Parroquia urbana Monay, im Nordwesten und im Nordwesten an die Parroquia urbana Machángara sowie im Norden an die Parroquia Nulti.